# Altes Schloss Kromlau

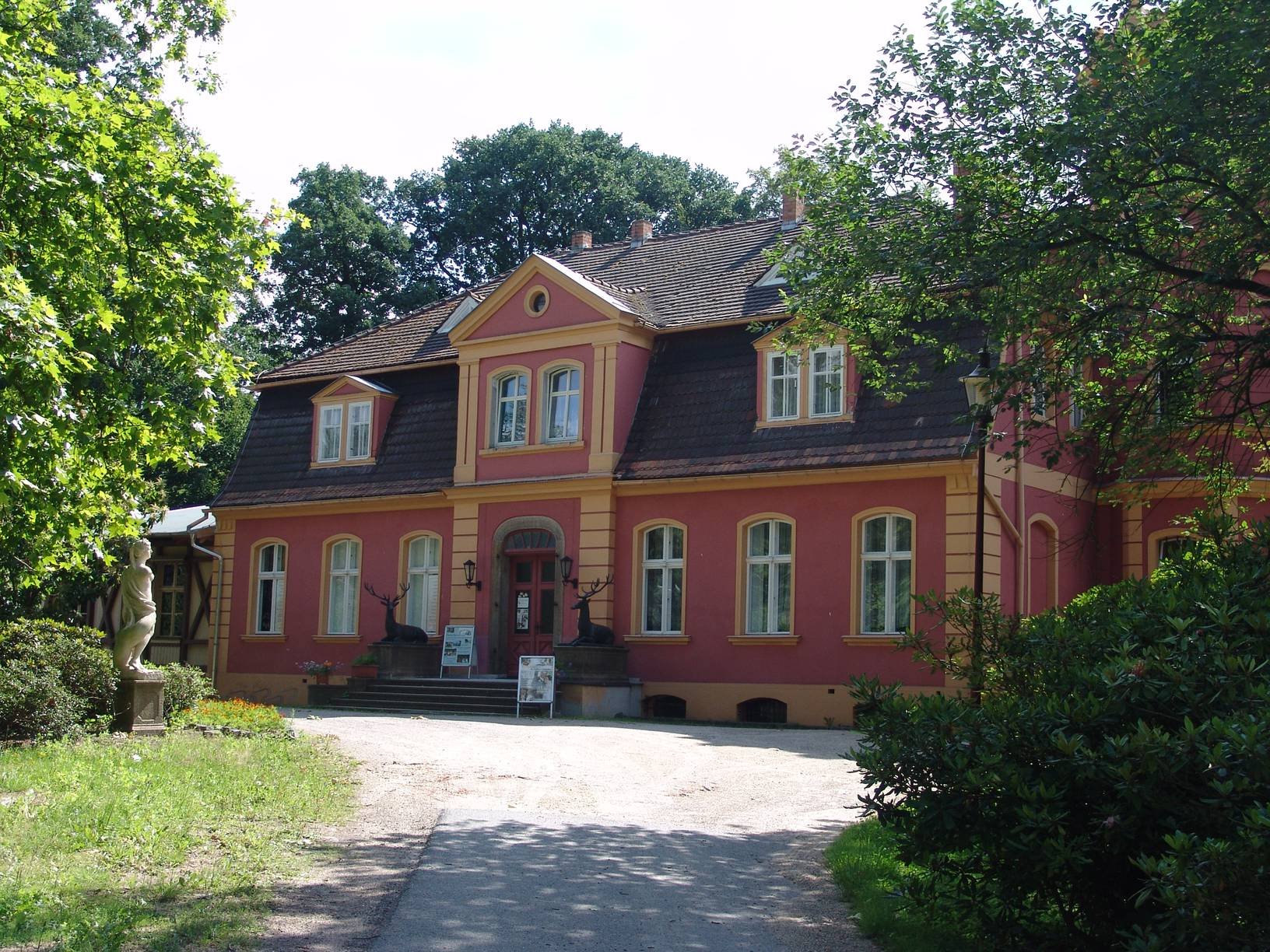
Schloss Kromlau (2009)

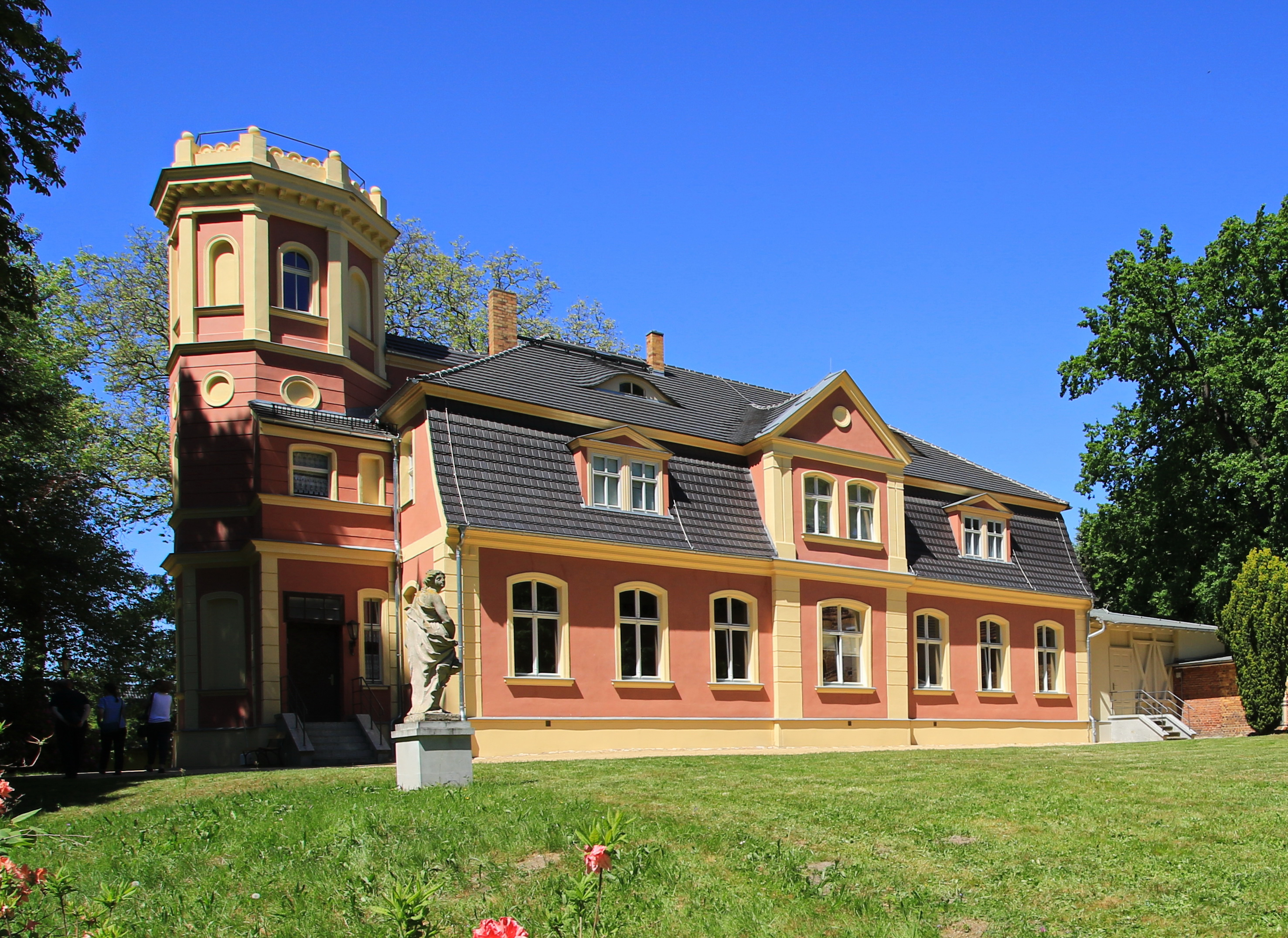
Gebäuderückseite (2017)

Das Alte Schloss Kromlau (auch Herrenhaus Kromlau oder Gutshaus Kromlau) ist ein Barockschloss im Osten von Sachsen. Es befindet sich im Azaleen- und Rhododendronpark im Ortsteil Kromlau der Gemeinde Gablenz im Landkreis Görlitz. Das Schloss steht aufgrund seiner bau- und ortsgeschichtlichen Bedeutung unter Denkmalschutz.

## Architektur und Geschichte
Das Schloss Kromlau wurde im 18. Jahrhundert im Stil des Barock gebaut. 1842 wurde das Gut von dem Grundbesitzer Friedrich Herrmann Rötschke gekauft, der in der Umgebung des Schlosses einen Landschaftspark anlegen ließ. Dabei wurde das Schloss ab 1845 umgebaut. Das Gebäude ist ein eingeschossiger Putzbau mit Mansardwalmdach. Die Hof- und die Gartenseite sind siebenachsig mit einem hervorgehobenen Mittelrisalit. Die Gebäudeecken und der Mittelrisalit sind mit Quaderungen versehen. Die Fensteröffnungen sind mit Segmentbögen abgeschlossen. An der Südwand des Schlosses ist ein achteckiger Treppenturm angebaut.
Zwischen 1875 und 1889 wechselte das Gut Kromlau siebenmal den Besitzer, bevor es von dem Leopold Graf von und zu Egloffstein-Arklitten gekauft wurde. Nach dem Ende des Zweiten Weltkrieges wurde die Grafenfamilie im Zuge der Bodenreform in der Sowjetischen Besatzungszone enteignet und der Park und das Schloss wurden zu Volkseigentum. Das Schloss wurde saniert und zu DDR-Zeiten als Kindergarten genutzt. Nach der Wiedervereinigung kam es in den Besitz der Gemeinde Kromlau, die später nach Gablenz eingegliedert wurde. Zwischen 2013 und 2016 wurde das Schloss denkmalschutzgerecht saniert, heute wird es als Wohnhaus genutzt.